# Notogomphus anaci
Notogomphus anaci är en trollsländeart som beskrevs av Fraser 1955. Notogomphus anaci ingår i släktet Notogomphus och familjen flodtrollsländor. Inga underarter finns listade i Catalogue of Life.